# Pidliskî, Mostîska
Pidliskî (în ucraineană Підліски) este localitatea de reședință a comunei Pidliskî din raionul Mostîska, regiunea Liov, Ucraina.

## Demografie
Componența lingvistică a localității Pidliskî
     Ucraineană (99,68%)
     Alte limbi (0,16%)
Conform recensământului din 2001, majoritatea populației localității Pidliskî era vorbitoare de ucraineană (99,68%), existând în minoritate și vorbitori de alte limbi.